# Arthur Golden
Arthur Golden (Chattanooga, Tennessee, 6 de dezembro de 1956) é um escritor norte-americano e o autor do bestseller Memoirs of a Geisha, livro que foi adaptado ao cinema em 2005 com interpretações de Ziyi Zhang e Ken Watanabe e dirigido por Rob Marshall.
Arthur Golden formou-se em Harvard em 1978 em História de Arte, especializando-se em arte japonesa. Em 1980 fez um mestrado em Artes (M.A.) dedicado à História japonesa, na Universidade de Columbia, onde também aprendeu mandarim. Depois de um Verão na Universidade de Pequim, foi trabalhar para uma revista em Tóquio. Em 1988 fez um M.A. sobre Inglês na Universidade de Boston. 
Viveu e trabalhou no Japão, e desde essa altura tem ensinado escrita criativa e literatura na área de Boston. Vive em Brookline, Massachusetts, com a mulher e os filhos. 